# Flottemanville
Flottemanville é uma comuna francesa na região administrativa da Normandia, no departamento Mancha. Estende-se por uma área de 4,89 km². Em 2010 a comuna tinha 215 habitantes (densidade: 44 hab./km²).